# Ambulyx auripennis
Ambulyx auripennis är en fjärilsart som beskrevs av Moore 1879. Ambulyx auripennis ingår i släktet Ambulyx och familjen svärmare. Inga underarter finns listade i Catalogue of Life.